# Avraham Shlonsky
Avraham Shlonsky (în ebraică אברהם שלונסקי; n. 6 martie 1900, Kremenciuk, gubernia Poltava⁠(d), Imperiul Rus – d. 18 mai 1973, Tel Aviv, Israel) a fost un poet ebraic israelian, originar din Ucraina, dramaturg, autor pentru copii, traducător și editor, unul din principalii reprezentanți ai poeziei ebraice moderne. Poet rebel și cu temperament, promotor al „modernismului extatic” (T.Carmi) și cântăreț al peisajului biblic și al muncii de înnoire a țării, Shlonsky a fost cunoscut totodată și pentru numeroasele sale inovații lexicale, unele pline de haz și de aceea, poreclit în glumă „Lashonski” (joc de cuvinte în jurul numelui său de familie, lashon - în ebraică - însemnând limbă).

## Date familiale, copilăria și studiile
Avraham Shlonsky s-a născut în anul 1900 în târgul Kriukove de lângă Kremenciuk din gubernia Poltava în Ucraina, pe atunci în Imperiul Rus într-o familie evreiască tradițională și sionistă.
Tatăl său, Tuvia Shlonski era hasid Habad, adept al sionismului cultural al lui Ahad Haam, avea talent muzical și era autor, între altele, al unei vestite melodii pe textul unei poezii a lui Shaul Chernihovski iar mama sa Tzipora, avusese vederi socialiste în tinerețe. Poetul fusese numit Avraham în cinstea bunicului său, rabinul Avraham David Lavat din Mykolaiv. Sora sa, Vardina Shlonsky, a devenit pianistă și compozitoare..
La vârsta de 13 ani Avraham a fost trimis în Palestina, aflată pe atunci în stăpânirea Imperiului Otoman pentru a învăța la gimnaziul ebraic „Herzliya” din proaspât înființata așezare evreiască Tel Aviv. Izbucnirea Primului Război Mondial în 1914 l-a obligat, ca cetățean al unei puteri adversare Turciei, să părăsească locul și să se întoarcă în Rusia.
Și-a completat studiile la gimnaziul evreiesc din Ekaterinoslav, apoi a pribegit prin Rusia și Polonia.

## Activitatea sa literară
„
Ți-amintești cum cântam pe corăbii străine,
către casă suind, arși de dor;
Când la țărmul străbun s-or întoarce evreii
cât surâs fi-va în inima lor!
(din poezia „Șabat” שבת , în traducerea lui Sebastian Costin)
התזכר עת שרנו בספינות הנוכרים
אנחנו העולים בשמך
עת יהודים יבואו לארץ ישראל
!מה תרב במעונם השמחה”
Shlonsky a publicat primul său poem, Bidmey Yeush בדמי ייאוש în anul 1919 în revista ebraică „Hashiloah” care apărea la Berlin. 
În 1921 el a emigrat iarăși în Palestina, care trecuse sub regimul mandatar britanic în vederea reclădirii acolo a căminului național al poporului evreu. 
În primii ani Shlonsky a fost "halutz" (pionier al reconstruirii Israelului), a făcut parte din așa numitul "Detașament al muncii" - Gdud Haavodá. A locuit în kibuțul Ein Harod, a lucrat ca muncitor în construcții, la săparea de șosele, în agricultură etc. În 1924 s-a mutat la Tel Aviv. A scris în acea vreme poezii și cântece de cabaret și carnaval, ca de exemplu pentru festivitățile de Purim din Tel Aviv. În 1924 a plecat la Paris, unde a petrecut vreme de un an.
S-a distins curând ca un abil mânuitor al limbii ebraice, inventator de cuvinte și expresii, unele cu împrumuturi din limba arameică, de asemenea a scris rubrici literare în mai multe gazete: Davar, Haaretz (între 1928-1942), Dapim lesifrut, Hashomer Hatzaír, Al Hamishmar, Hedim, trimensualul literar Orloghin (Orologiu).
În mod treptat, Shlonsky a devenit reprezentantul grupării de poeți rebeli care s-au ridicat împotriva lui Haim Nahman Bialik și a generației sale, denumită mai apoi a "renașterii" naționale. Ei erau porniți contra clișeelor poeziei acestora, și hotărâți să creeze o poezie nouă, vioaie și tânără. Din acest motiv Shlonsky și-a atras ostilitatea din partea forurilor cu influență în domeniul literaturii și din acest motiv mulți ani în Israel creația sa nu a fost învățată în școli, alături de cea a lui Bialik, Chernihovski, David Shimoni și a altora. 
Între anii 1926-1936 a redactat săptămânalul literar Ktuvim, iar în anul 1933 Shlonsky a întemeiat hebdomadarul literar "Turim", identificat cu grupul literar "Yahdav", din care făceau parte poeți ca Nathan Alterman și Lea Goldberg.
Ca redactor, Shlonsky a permis unor poeți începători să-și publice versurile în revista lui. Poeta Dalia Ravikovich s-a numărat printre cei care au beneficiat de aceasta, publicând prima ei poezie în revista lui Shlonsky Orloghin.
Shlonski a sărit și în ajutorul poetului evreu din URSS, Boris Gaponov, care tradusese în ebraică epopeea poetului georgian Șota Rustaveli, Viteazul in piele de tigru. El a inițiat publicarea traducerii lui Gaponov în Israel și a fost printre cei ce au acționat pentru obținerea permisului de emigrare a acestuia din URSS în Israel. Gaponov, care învățase ebraica singur, ascultând emisiunile postului de radio Vocea Israelului, a izbutit în cele din urmă să ajungă în Israel, dar a murit de o boală grea la puțină vreme după aceea.
În ciuda aparenței de răzvrătit spiritual și extrovert, Shlonski nu s-a rupt de realitățile tragice din jurul sau și le a exprimat în creațiile sale. Astfel în poemul sau, דווי el a plâns soarta victimelor primului război mondial și cea a evreilor care au suferit de pe urma pogromurilor din Ucraina în vremea revoluției bolșevice și a războiului civil.
În vremea Holocaustului, Shlonsky a publicat un volum de versuri, Mimahshakim, în care și-a exprimat sentimentele legate de catastrofa evreilor din Europa.
Shlonsky a îndeplinit un timp funcția de redactor șef al Editurii Sifriat Hapoalim (Biblioteca muncitorilor), de asemenea a fost, alături de Lola Luxemburg, unul din fondatorii clubului cultural socialist Tzavta din Tel Aviv. A fost membru al comitetului pentru limba ebraică și al Academiei limbii ebraice.
Avraham Shlonski a locuit o parte din timp pe strada Gordon nr 50 din Tel Aviv.
A încetat din viață la Tel Aviv în 1973 și a fost înmormântat în cimitirul Kiryat Shaul din Tel Aviv.
Shlonski a fost căsătorit de două ori: prima sa soție, Lucia, iubita sa din tinerețe, cu care a emigrat in Palestina, și-a încercat norocul ca actriță, dar a avut mari dificultăți de adaptare în noua țară, a devenit dependentă de alcool și s-a sinucis; a doua soție Mira, a fost mama unicei sale fiice, Ruth Eshel.

## Premii și distincții
- Premiul Chernihovski
- 1959 Premiul Bialik, împreună cu Eliezer Steinmann
- 1967 premiul Israel pentru literatură, premiul de stat al Israelului.

## In memoriam
- În amintirea sa se decernează un premiu literar care îi poartă numele.

## Opere
Versurile sale au fost publicate în Israel in 10 volume.
1.Culegeri de versuri:
- דווי
- לאבא אמא
- באלה הימים
- שירי המפולת והפיוס
- על מילאת
- אבני גויל
- משירי הפרוזדור הארוך

2. Eseuri 
- ילקוט אשל

3.Cărți pentru copii în versuri:
- עלילות מיקי מהו
- אני וטלי בארץ הלמה
- עוץ לי גוץ לי (Utz li Gutz li) adaptat pentru teatru, cu muzica de Dov Seltzer

4.Traduceri:
Shlonsky a tradus din creațiile lui Pușkin, Cehov, Gogol, de asemenea ale lui Shakespeare.
Împreună cu Lea Goldberg a selectat și tradus versuri într-o antologie a poeziei ruse מבחר שירת רוסיה , mai ales din poeții simboliști și futuriști -
Alexandr Blok, Esenin, Maiakovski, care a avut o influență însemnată asupra poeților israelieni moderni.